# Gesetzliche Zeit in Namibia
Die Gesetzliche Zeit in Namibia ist, wie unter anderem in den Nachbarländern Südafrika und Botswana, UTC+2.

Die Zonenzeit UTC+1 mit dem Bezugslängengrad 15° Ost von 7,5° Ost bis 22,5° Ost, also annähernd dem gesamten namibischen Staatsgebiet außer der Region Sambesi, würde besser zum Sonnenstand passen und wurde zwischen 1994 und 2017 im Winter (April bis September) angewendet. Das nördliche, in einem ähnlichen Längengrad-Bereich liegende Nachbarland Angola hat die Zeitzone UTC+1 gesetzlich definiert.

## Geschichte

### Ab 1990 UTC+2 mit Südafrika
Mit der Unabhängigkeit Namibias am 21. März 1990 verblieb das Land zunächst in der Zeitzone UTC+2 wie die ehemalige Verwaltungsmacht Südafrika. Dies betraf auch die am 1. März 1994 eingegliederten Territorien Walvis Bay und Penguin Islands.

### Zeitumstellung UTC+1 und UTC+2 von 1994 bis 2017
Das Gesetz vom 4. März 1994 legte fest, dass die namibische Zeit während der Sommerperiode der Weltzeit (GMT, heute UTC) um zwei Stunden (UTC+2) und in der Winterperiode um eine Stunde (UTC+1) voraus geht. Mit diesem Gesetz wurde Namibia der Zeitzone UTC+1 zugeteilt.
Namibia hatte als einziges afrikanisches Land der südlichen Hemisphäre die Uhren umgestellt. Die Sommerperiode war als Zeitraum zwischen dem ersten Sonntag im September 2 Uhr bis zum ersten Sonntag im April 2 Uhr definiert. Die Winterperiode war dementsprechend der Zeitraum zwischen dem ersten Sonntag im April 2 Uhr und dem ersten Sonntag im September 2 Uhr. Damit hatte Namibia eine vergleichbare Situation, wie beispielsweise in den europäischen Ländern Deutschland, Polen, Schweden oder Italien, mit der Sommerzeit: Im Winter passte die Uhrzeit zum Sonnenstand, im Sommer war man diesem um eine Stunde voraus.
In Namibia wurden für UTC+2 die Bezeichnungen Sommerzeit oder alte Zeit, für UTC+1 Winterzeit verwendet. Die Region Sambesi (bis 2013 Caprivi) hielt aufgrund der geografischen Lage an der bisherigen Zeit UTC+2 fest und stellte nicht um.

### UTC+2 seit 2017

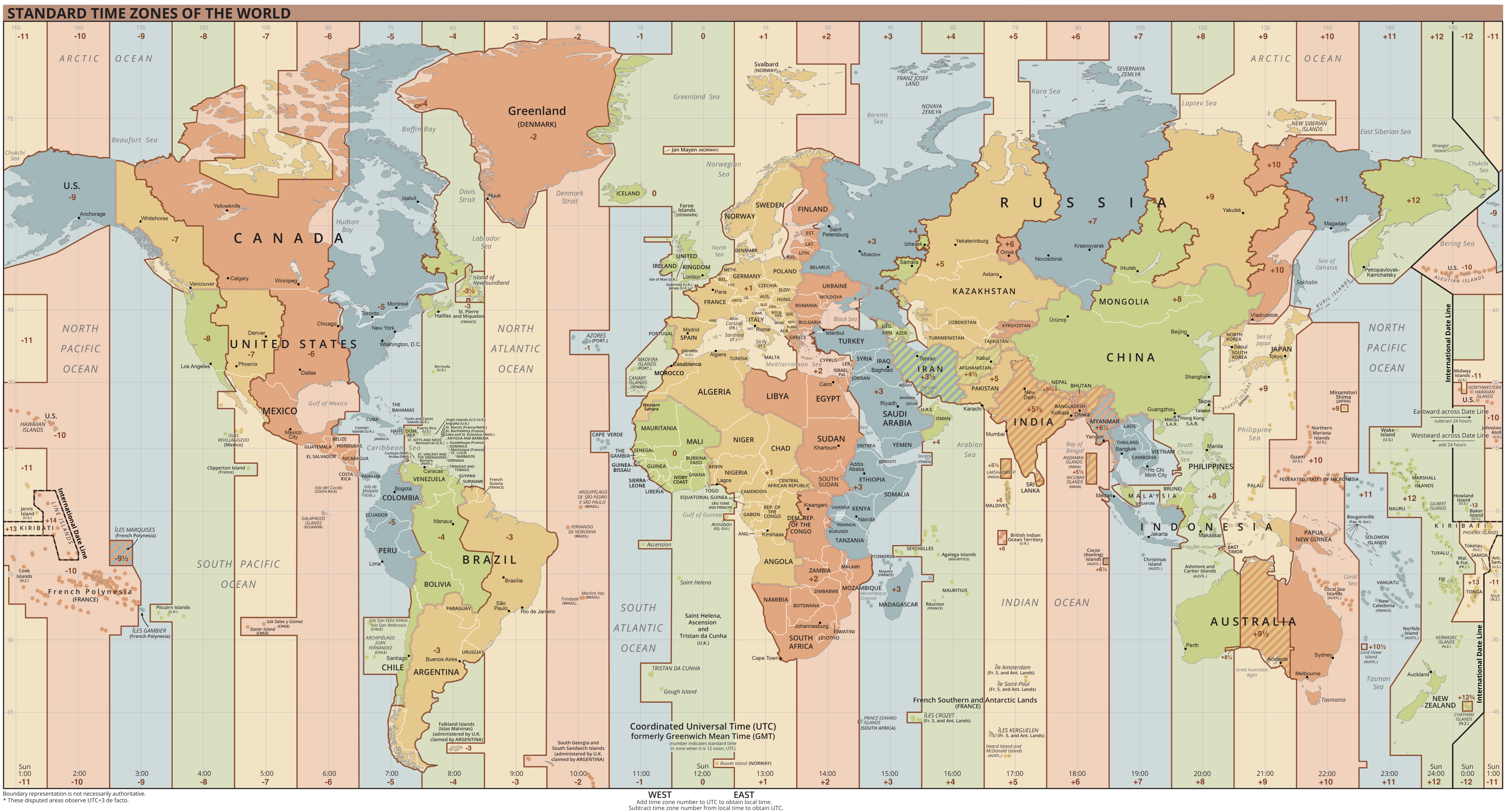
Aktuelle Zeitzonenkarte (ggf. genutzte Sommerzeiten sind unberücksichtigt)

Von Januar 2016 bis 29. Februar 2016 hatte das Innenministerium zur Abgabe von Meinungen zu einer möglichen Abschaffung der Zeitumstellung aufgerufen. Am 22. Februar 2017 beantrage Innenministerin Pendukeni Iivula-Ithana die Abschaffung des Gesetzes zur Zeitumstellung, welche am 13. Juli entschieden wurde.
Am 7. August 2017 verabschiedete die Nationalversammlung den Namibian Time Act, 2017 zu einer Neuregelung der gesetzlichen Zeit, mit der Namibia wieder in der Zeitzone UTC+2 ist und diese im gesamten Staatsgebiet ganzjährig verwendet.